# Draft NFL 1995
Il Draft NFL 1995 si è tenuto dal 22 al 23 aprile 1995 al Paramount Theatre del Madison Square Garden a New York. La lega tenne anche un draft supplementare dopo il normale draft e prima dell'inizio della stagione regolare.
Le prime due scelte assolute furono assegnate alla due nuove franchigie al debutto quell'anno, i Carolina Panthers e i Jacksonville Jaguars, anche se i Panthers scambiarono poi la loro scelta coi Cincinnati Bengals. Fu solamente la seconda volta che una squadra scelse due Hall of Famer nello stesso giro (i primi erano stati i Bears nel 1965). I Tampa Bay Buccaneers scelsero Warren Sapp con la 12ª scelta assoluta e poi Derrick Brooks con la 28ª scelta. Entrambi divennero delle colonne di una difesa che guidò la squadra alla vittoria del Super Bowl XXXVII nel 2002.

## Primo giro
|  | = Pro Bowler |

|  | = Hall of Famer |

| Scelta # | SQUADRA              | Giocatore          | Ruolo            | College            |
| -------- | -------------------- | ------------------ | ---------------- | ------------------ |
| 1        | Cincinnati Bengals   | Ki-Jana Carter     | Running back     | Penn State         |
| 2        | Jacksonville Jaguars | Tony Boselli       | Tackle           | USC                |
| 3        | Houston Oilers       | Steve McNair       | Quarterback      | Alcorn State       |
| 4        | Washington Redskins  | Michael Westbrook  | Wide receiver    | Colorado           |
| 5        | Carolina Panthers    | Kerry Collins      | Quarterback      | Penn State         |
| 6        | St. Louis Rams       | Kevin Carter       | Defensive end    | Florida            |
| 7        | Philadelphia Eagles  | Mike Mamula        | Defensive End    | Boston College     |
| 8        | Seattle Seahawks     | Joey Galloway      | Wide Receiver    | Ohio State         |
| 9        | New York Jets        | Kyle Brady         | Tight end        | Penn State         |
| 10       | San Francisco 49ers  | J.J. Stokes        | Wide Receiver    | UCLA               |
| 11       | Minnesota Vikings    | Derrick Alexander  | Defensive tackle | Florida State      |
| 12       | Tampa Bay Buccaneers | Warren Sapp        | Defensive Tackle | Miami              |
| 13       | New Orleans Saints   | Mark Fields        | Linebacker       | Washington State   |
| 14       | Buffalo Bills        | Ruben Brown        | Guardia          | Pittsburgh         |
| 15       | Indianapolis Colts   | Ellis Johnson      | Defensive Tackle | Florida            |
| 16       | New York Jets        | Hugh Douglas       | Defensive End    | Central State (OH) |
| 17       | New York Giants      | Tyrone Wheatley    | Running Back     | Michigan           |
| 18       | Oakland Raiders      | Napoleon Kaufman   | Running Back     | Washington         |
| 19       | Jacksonville Jaguars | James Stewart      | Running Back     | Tennessee          |
| 20       | Detroit Lions        | Luther Elliss      | Defensive Tackle | Utah               |
| 21       | Chicago Bears        | Rashaan Salaam     | Running Back     | Colorado           |
| 22       | Carolina Panthers    | Tyrone Poole       | Defensive back   | Fort Valley State  |
| 23       | New England Patriots | Ty Law             | Defensive Back   | Michigan           |
| 24       | Minnesota Vikings    | Korey Stringer     | Tackle           | Ohio State         |
| 25       | Miami Dolphins       | Billy Milner       | Tackle           | Houston            |
| 26       | Atlanta Falcons      | Devin Bush         | Defensive Back   | Florida State      |
| 27       | Pittsburgh Steelers  | Mark Bruener       | Tight End        | Washington         |
| 28       | Tampa Bay Buccaneers | Derrick Brooks     | Linebacker       | Florida State      |
| 29       | Carolina Panthers    | Blake Brockermeyer | Tackle           | Texas              |
| 30       | Cleveland Browns     | Craig Powell       | Linebacker       | Ohio State         |
| 31       | Kansas City Chiefs   | Trezelle Jenkins   | Tackle           | Michigan           |
| 32       | Green Bay Packers    | Craig Newsome      | Defensive Back   | Arizona State      |